# Крафт, Перси
Перси Роберт Крафт (англ. Percy Robert Craft, род. 1856 г. Кент — ум. 1934 г.) — английский художник — постимпрессионист, член художественной группы Ньюлинская школа.

## Жизнь и творчество
П. Крафт получил домашнее образование. Живопись изучал в Художественной школе Хетэрли, а затем в лондонской Школе искусств Слейд. В 1885 году Крафт и его жена переезжают в рыбацкий посёлок Ньюлин в Корнуолле, где с 1882 года существовала колония британских художников под названием Ньюлинская школа. П. Крафт живёт в Ньюлине в одном доме с живописцем Стэнхоупом Форбсом. Кроме живописи, Крафт великолепно владел артистическим мастерством и обладал прекрасным певческим голосом, что помогло ему стать организатором и директором Ньюлинского художественного драматического общества.
В середине 1890-х годов Крафт и его семья переезжают из Ньюлина в Лондон. Здесь художник неоднократно выставляет свои полотна в Королевской академии художеств и в Королевском британском колониальном обществе художников , основанном другим «ньюлинцем», Томасом К.Готчем.

## Галерея

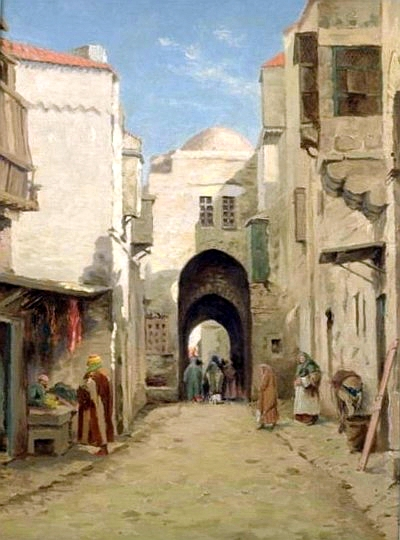
Иерусалимская улица
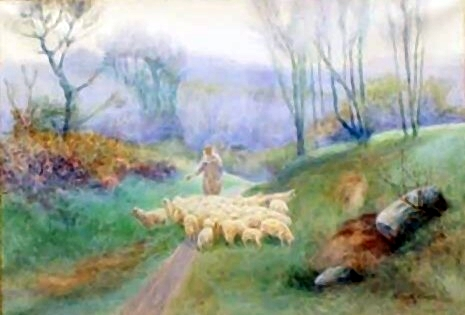
Возвращение стада
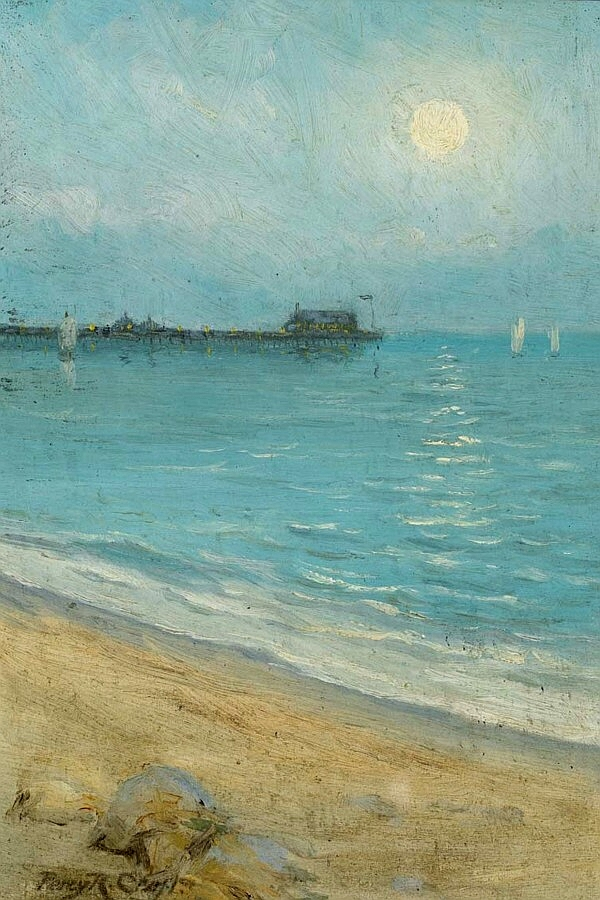
Причал в английском порту
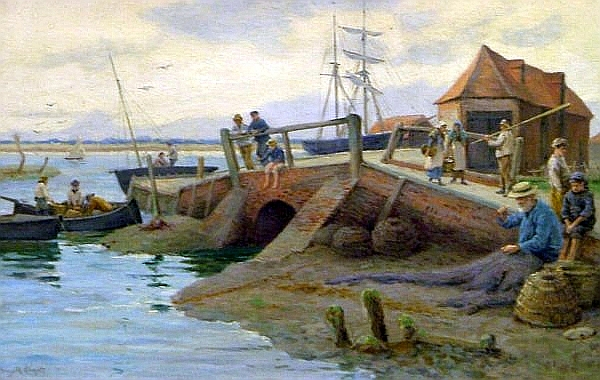
Рыбацкая деревня
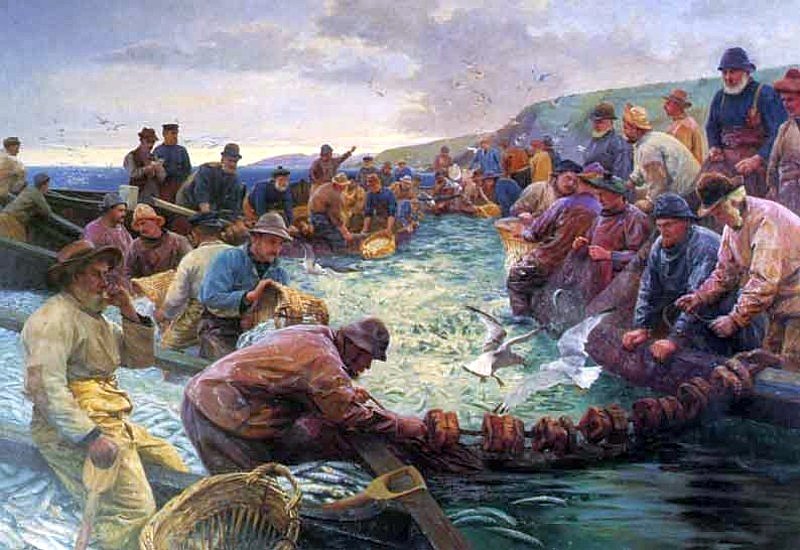
Улов сардин (1897)
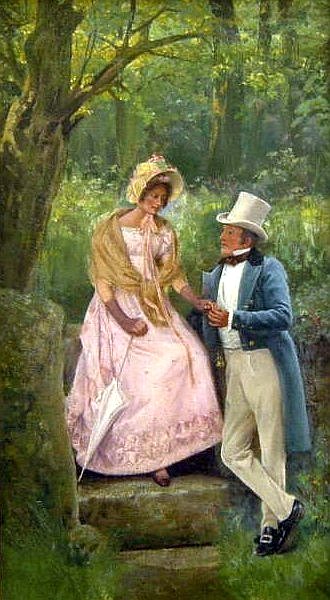
Предложение
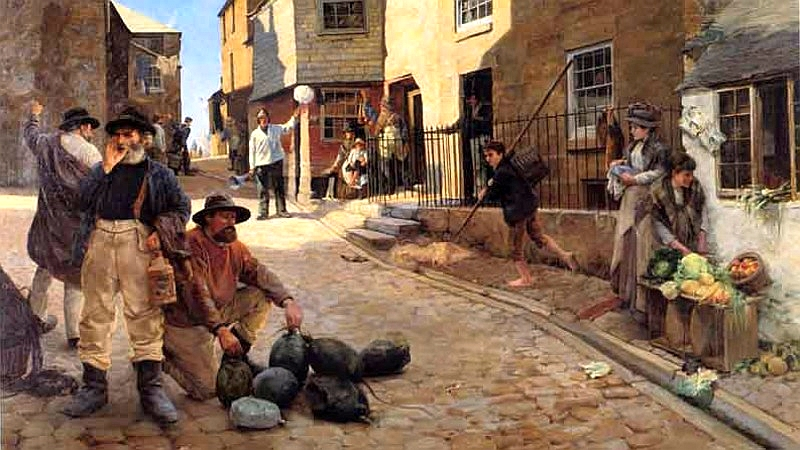
Сюда! Сюда! (1889)
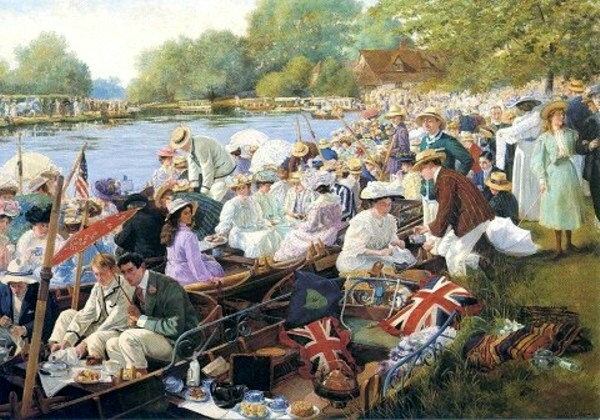
Время перед чаем (Файф о´клок) (1906)
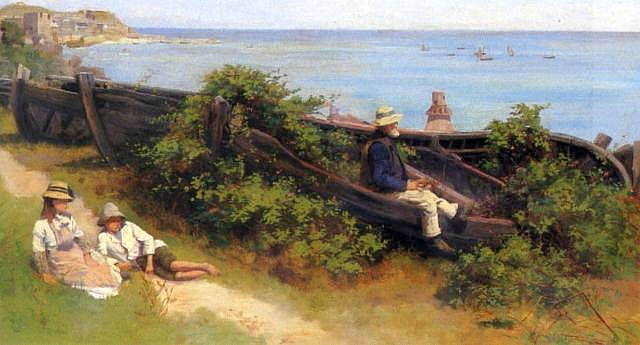
В ожидании возвращения рыбаков (1887)
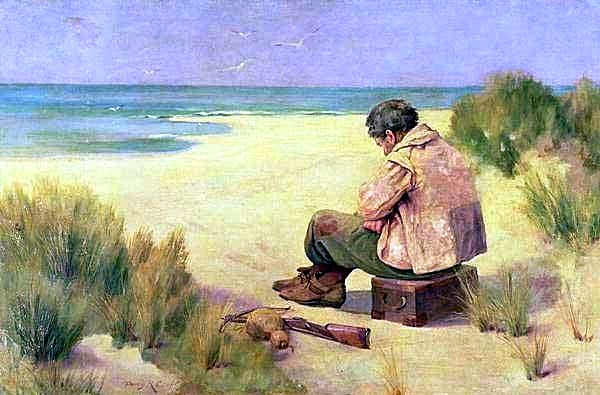
Брошенный